# Pillangó utca
Pillangó utca - stacja metra w Budapeszcie, na wschodnim brzegu Dunaju, leżąca w ciągu czerwonej linii metra. Stacja jest ulokowana nie w tunelu, a na powierzchni.